# Centropogon reticulatus
Centropogon reticulatus är en klockväxtart som beskrevs av Emmanuel Drake del Castillo. Centropogon reticulatus ingår i släktet Centropogon och familjen klockväxter. Inga underarter finns listade i Catalogue of Life.